# Dracula: Reborn
Pour plus de détails, voir Fiche technique et Distribution.
Dracula: Reborn est un film d'horreur de 2012 sur le thème des vampires, réalisé et écrit par Patrick McManus, qui fait ses débuts en tant que réalisateur de long métrage. Produit par Ray Haboush, le film met en scène Corey Landis, Victoria Summer, Krash Miller, Stuart Rigby et Keith Reay. Il s'agit d'une version modernisée et librement inspirée du roman Dracula de Bram Stoker (1897), qui se déroule à Los Angeles, en Californie, où un riche comte Dracula cherche à acheter un immeuble abandonné et à poursuivre la femme de son agent immobilier, Jonathan Harker.

## Synopsis
À Los Angeles, en Californie, l'agent immobilier Jonathan Harker propose à son riche client Vladimir Sarkany - qui est en fait le vampire Comte Dracula - de vendre un immeuble abandonné dans un quartier dominé par les gangs pour la somme de 12,5 millions de dollars. La vente rapporte à Jonathan suffisamment d'argent pour qu'il puisse fonder une famille avec sa femme, Lina. Le soir où Jonathan rend visite à Dracula chez lui pour faire signer l'acte de propriété, il remarque un tableau peint qui rappelle Lina. Plus tard, Quincy Morris le met en garde contre Dracula, qui a assassiné sa petite amie, Lucy Spencer.
Les inspecteurs de police Holmwood et Varna enquêtent sur la disparition de Lucy. Renfield, l'associé de Dracula, fait accuser Quincy du meurtre de Lucy. Jonathan emmène Lina voir le tableau dans la maison de Dracula, où ce dernier commence à séduire Lina par hypnose, car elle lui rappelle la femme du tableau. Jonathan et Lina rentrent chez eux, mais leur voiture tombe en panne en chemin, ce qui les oblige à camper dans les bois. Pendant la nuit, Dracula séduit les détectives et va mordre Lina, déclenchant sa maladie. À l'aube, la voiture redémarre et Jonathan emmène Lina chez le docteur Joan Seward (Dani Lennon) pour une analyse de sang.
Le lendemain, les inspecteurs découvrent le cadavre de Lucy dans un coffre. Jonathan découvre que Lina est infectée par un organisme anonyme qui se multiplie dans son organisme. Pendant sa fuite, Quincy demande à Jonathan de l'aider à tuer Dracula, bien que Jonathan refuse de croire que Dracula est un vampire. Peu après, Renfield renverse Quincy avec un camion, le tuant. Lorsque Lina commence à se régaler du cadavre de leur chien, Jonathan prend contact avec le chasseur de vampires Van Helsing pour lui demander de l'aide et apprend que Quincy a été tué. Après que Dracula a séduit Lina et l'a emmenée, Jonathan apprend de Van Helsing et d'un livre mythique qu'ils ont un jour pour sauver Lina et tuer Dracula, sinon Lina se transformera en vampire. Jonathan affronte Dracula dans sa maison, mais ce dernier le repousse. Jonathan a l'hallucination de voir Lina sur la route et a un accident de voiture, mais il survit.
Le lendemain, les inspecteurs viennent arrêter Jonathan pour le meurtre de sa femme, et Van Helsing les tue. Jonathan et Van Helsing affrontent Dracula dans sa nouvelle maison, qui est sur le point d'être fermée. Ils trouvent Dracula reposant dans un cercueil, et Van Helsing tente de le tuer pendant que Jonathan emmène Lina à l'étage. Dracula s'échappe et tue Van Helsing. Il apparaît soudain devant Jonathan et l'attaque, mais Jonathan et Lina le tuent en lui enfonçant un pieu dans le cœur. Ensuite, Lina mord et tue vraisemblablement Jonathan, révélant qu'elle est devenue un vampire. Lina prend possession de la maison de Dracula, avec Renfield comme assistant.

## Fiche technique
- Titre : Dracula: Reborn
- Réalisation : Patrick McManus
- Scénario : Patrick McManus d'après Dracula de Bram Stoker
- Musique : Greg Nicolett
- Photographie : Cira Felina Bolla et Mike Testin
- Montage : Maui Toca
- Production : Ray Haboush
- Société de production : Still Night Monster Movies et Automatic Media
- Pays :  États-Unis
- Genre : Horreur et fantastique
- Durée : 88 minutes
- Dates de sortie : 
  -  États-Unis : 1er octobre 2012

## Distribution
- Corey Landis : Jonathan Harker
- Victoria Summer : Mina Harker
- Krash Miller : Quincey Morris
- Stuart Rigby : Vladimir Sakarny / Comte Dracula
- Ian Pfister : Renfield
- Keith Reay : Van Helsing
- Preston James Hillier : Détective Holmwood
- Linda Bella : Lucy Spencer
- Amy Johnston : Lucy Vampire
- Charlie Garcia : Détective Varna
- Dani Lennon : Dr. John Seward
- Rene Arreola : Bandana Vato
- Haref Topete : un gangster
- Patrick F. McCallum : un provocateur
- Sharlene Brown : l'assistante des Harker
- Christianna Carmine : Petra Hawkings

## Sortie
Le film a été distribué par Phase 4 Films en Amérique du Nord et par d'autres distributeurs au Royaume-Uni en vidéo à la demande et en DVD le 1er octobre 2012 et le 26 mars 2013,.

## Accueil
Dracula Reborn a reçu un accueil mitigé, voire négatif. Dave Gammon de HorrorNews.net a félicité Patrick McManus d'avoir été "audacieux" en créant une nouvelle histoire de vampire dans un genre sursaturé. Il loue la cinématographie et les performances, en particulier l'interprétation de Renfield par Ian Pfister, mais critique finalement le film pour avoir laissé "peu de place à l'imagination" et affirme qu'il "n'aurait sans doute jamais dû être conçu". Gammon a donné au film une note de 2 sur 5.